# Dávao

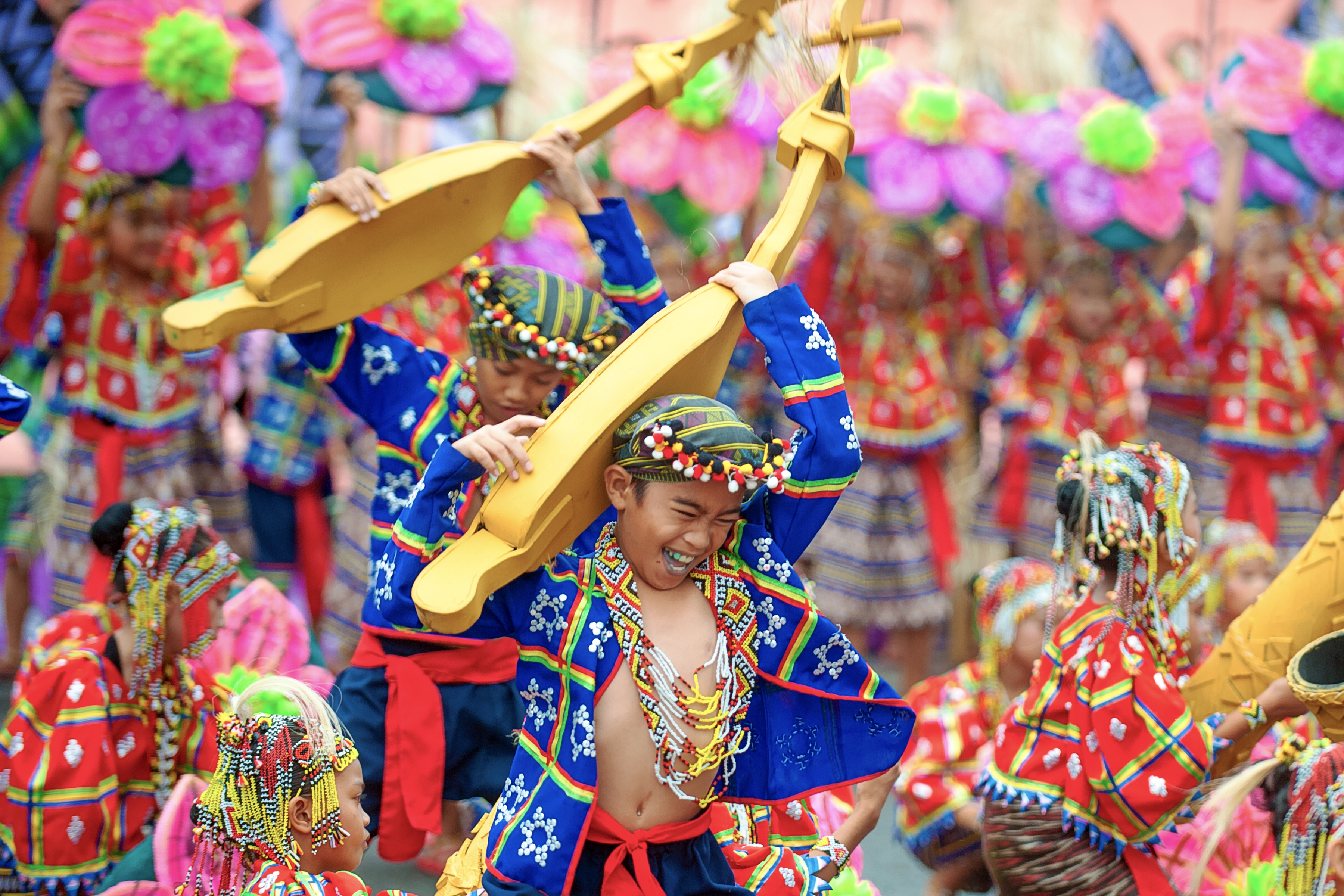
"Indak sa kadalanan" o competición de baile callejero, parte de la celebración del Festival de Kadayawan.

Dávao (en cebuano: Dabaw, fundada como Nueva Vergara) es la ciudad más grande, en cuanto a superficie y población, en la isla filipina de Mindanao, y la tercera más poblada del país, después de Ciudad Quezón y Manila. Forma el centro del Área Metropolitana de Dávao y es también la capital de la Región de Dávao. En cuanto a superficie es una de las ciudades más extensas de Filipinas (2.443,61 km²); el censo del año 2000 indicó una población de 1 147 116 personas y de 240 057 hogares.
Está ubicada geográficamente en la provincia de Dávao del Sur y está agrupada bajo la provincia por la Autoridad de Estadística de Filipinas, pero la ciudad está gobernada y administrada políticamente independientemente de ella. La ciudad está dividida en tres distritos legislativos, que se subdividen en 11 distritos administrativos con un total de 182 barangays.
La ciudad de Dávao es el centro de Gran Dávao, la tercera área metropolitana más poblada de Filipinas (desde el censo de 2015 con una población de 2,5 millones, después de los 12,8 millones de Gran Manila y los 2,8 millones de Gran Cebú). La ciudad es el principal centro de comercio, comercio e industria de Mindanao y el centro regional de la región de Dávao. En Dávao se ubica el monte Apo, la montaña más alta de Filipinas. La ciudad también es apodada como la "Capital de Durio de Filipinas".
Dávao logró un alto "índice de seguridad" según Numbeo, un sitio web de encuestas de fuentes múltiples, que los medios de comunicación nacionales filipinos informaron con frecuencia, aunque la ciudad tiene la tasa de homicidios más alta y la segunda más alta en el país según la policía nacional datos a partir de 2015. Rodrigo Duterte, alcalde de la ciudad durante 22 años, reclamó el crédito por el ranking de seguridad de Numbeo y se jactó de haber matado a los criminales. Un grupo de vigilantes llamado el Escuadrón de la Muerte de Dávao mató a más de 1400 niños de la calle y presuntos delincuentes mientras era alcalde, según grupos de derechos humanos.

## Etimología
La ciudad recibe el nombre del río Dávao (informalmente conocido como el Bangkerohan o "lugar bancario" en cebuano), una vía de agua principal en la región que desemboca en la bahía conocida como golfo de Dávao.
Algunos historiadores locales de Dávao indican que la palabra podría ser la fusión de tres dialectos de tribus locales. Los Obos, aborígenes de la región, llaman al río Dabah, los Clatta o Guiangans lo llaman Duhwow, o Davau, y por último los Tagabawa, lo llaman Dabu. En idioma Obos, se podría traducir la palabra davoh como más allá de las tierras altas.

## Geografía
En torno al 50 % de la superficie de la ciudad fue construida sobre marismas y selvas. La agricultura constituye aún el sector económico dominante en Dávao. La ciudad alberga inmensas plantaciones de plátanos, café y piña. Alrededor del 10 % de la superficie del distrito se consagra a funciones administrativas, residenciales y comerciales, mientras que el 15 % está en construcción. EL 18 % del territorio está preservado de la urbanización. 
Las estaciones en Dávao no son muy pronunciadas. Las temperaturas oscilan entre 20 y 32 °C. Las precipitaciones anuales son de alrededor de 2000 mm.

### Clima
| Parámetros climáticos promedio de Dávao, Filipinas | Parámetros climáticos promedio de Dávao, Filipinas | Parámetros climáticos promedio de Dávao, Filipinas | Parámetros climáticos promedio de Dávao, Filipinas | Parámetros climáticos promedio de Dávao, Filipinas | Parámetros climáticos promedio de Dávao, Filipinas | Parámetros climáticos promedio de Dávao, Filipinas | Parámetros climáticos promedio de Dávao, Filipinas | Parámetros climáticos promedio de Dávao, Filipinas | Parámetros climáticos promedio de Dávao, Filipinas | Parámetros climáticos promedio de Dávao, Filipinas | Parámetros climáticos promedio de Dávao, Filipinas | Parámetros climáticos promedio de Dávao, Filipinas | Parámetros climáticos promedio de Dávao, Filipinas |
| Mes                                                | Ene.                                               | Feb.                                               | Mar.                                               | Abr.                                               | May.                                               | Jun.                                               | Jul.                                               | Ago.                                               | Sep.                                               | Oct.                                               | Nov.                                               | Dic.                                               | Anual                                              |
| -------------------------------------------------- | -------------------------------------------------- | -------------------------------------------------- | -------------------------------------------------- | -------------------------------------------------- | -------------------------------------------------- | -------------------------------------------------- | -------------------------------------------------- | -------------------------------------------------- | -------------------------------------------------- | -------------------------------------------------- | -------------------------------------------------- | -------------------------------------------------- | -------------------------------------------------- |
| Temp. máx. media (°C)                              | 30.9                                               | 31.2                                               | 32.3                                               | 33.0                                               | 33.0                                               | 31.6                                               | 31.4                                               | 31.6                                               | 31.8                                               | 32.1                                               | 32.1                                               | 31.4                                               | 31.9                                               |
| Temp. media (°C)                                   | 26.4                                               | 26.6                                               | 27.3                                               | 28.0                                               | 28.0                                               | 27.2                                               | 27.0                                               | 27.1                                               | 27.3                                               | 27.4                                               | 27.4                                               | 26.9                                               | 27.2                                               |
| Temp. mín. media (°C)                              | 21.9                                               | 22.0                                               | 22.3                                               | 23.0                                               | 23.0                                               | 22.9                                               | 22.7                                               | 22.7                                               | 22.8                                               | 22.8                                               | 22.7                                               | 22.4                                               | 22.6                                               |
| Lluvias (mm)                                       | 114.7                                              | 99.0                                               | 77.9                                               | 144.9                                              | 206.7                                              | 190.1                                              | 175.9                                              | 173.2                                              | 180.1                                              | 174.8                                              | 145.7                                              | 109.7                                              | 1792.7                                             |
| Días de lluvias (≥ 1 mm)                           | 17                                                 | 14                                                 | 12                                                 | 11                                                 | 15                                                 | 19                                                 | 18                                                 | 17                                                 | 17                                                 | 19                                                 | 20                                                 | 20                                                 | 199                                                |
| Humedad relativa (%)                               | 81                                                 | 80                                                 | 78                                                 | 78                                                 | 81                                                 | 81                                                 | 82                                                 | 81                                                 | 81                                                 | 80                                                 | 81                                                 | 82                                                 | 81                                                 |
| Fuente: PAGASA                                     |                                                    |                                                    |                                                    |                                                    |                                                    |                                                    |                                                    |                                                    |                                                    |                                                    |                                                    |                                                    |                                                    |

## Historia
La ciudad de Dávao fue fundada en 1848. Anteriormente la presencia española es escasa en la región, o no está documentada. En ese año de 1848, una expedición de 70 hombres y mujeres liderada por Don José Oyanguren, vasco originario de Vergara, en Guipúzcoa, llegó con la finalidad de establecer un asentamiento cristiano en las marismas de lo que hoy es la rivera de Bolton. 
El jefe tribal regional era en esa época Datu Daupan, con quien Oyanguren se alió para derrotar a otro cacique local llamado Datu Bago que imponía tributo a los Mandayas. Oyanguren fue derrotado en un primer momento, pero finalmente con la ayuda de Don Manuel Quesada, que aportó un pequeño ejército de infantería y un apoyo naval consiguieron derrotar al Datu Bago y destruir su asentamiento.
Posteriormente a las batallas, Oyanguren renombró la región como Nueva Guipúzcoa y fundó en 1848 Nueva Vergara, que se convertiría en Dávao. Oyanguren, se convirtió en su primer gobernador informando de que se había conquistado pacíficamente todo el golfo de Dávao, al final de ese año. Intentó negociar y hacer las paces con las tribus locales, los Bagobos, los Mansakas, los Aetas etc., sin embargo sus esfuerzos no dieron grandes frutos.
Rodrigo Duterte es originario de esta ciudad y fue su alcalde durante más de 22 años.

## Monumentos
Uno de los edificios más interesantes de la ciudad es la catedral católica.

## Idiomas
El cebuano es el idioma principal de la ciudad. También se hablan otros idiomas filipinos, siendo el tagalo el más notable. La interacción de los tagalohablantes que intentan aprender el cebuano y los cebuanohablantes que ya han aprendido el tagalo en la escuela resulta en un fenómeno que se llama Bisalog (de bisaya y tagalog). Se habla inglés para las cosas formales.
Persiste con tendencia a la extinción, entre la población japonesa, una variante de chabacano (criollo español-Cebuano).
Tiene una pequeña comunidad hispanohablante entre los habitantes de más edad nacidos antes de la Segunda Guerra Mundial, si bien algunos son chabacanohablantes y no hispanohablantes

## Educación
Dávao alberga algunas de las universidades más prestigiosas de Filipinas:
- Universidad de Mindanao,
- Universidad Ateneo de Dávao,
- Universidad de la Inmaculada Concepción,
- Colegio de San Pedro,
- Colegio Brokenshire y Colegio Asunción de Dávao.

## Transporte
En Dávao se encuentra desde 1940 el Aeropuerto Internacional Francisco Bangoy.

## Ciudades hermanadas
- Keelung, República de China.
- Koror, Palaos.
- Manado, Célebes Septentrional, Indonesia.
- Nanning, Guangxi, China.
- Pekanbaru, Riau, Indonesia.
- Tacoma, Washington, Estados Unidos.
- Vladivostok, Lejano Oriente, Rusia.